# Center for American Progress
Center for American Progress (CAP) ist eine US-amerikanische Organisation mit Sitz in Washington. Es handelt sich bei dem Zentrum um einen politischen think tank (dt. „Denkfabrik“), eine Organisation, die politische relevante Forschung weniger in theoretisch-akademischer als in Richtung auf Beurteilung und Entwicklung von Lösungsansätzen für praktische Probleme des politischen Zeitgeschehens betreibt und ihre Ergebnisse in den politischen Entscheidungsprozess einzubringen sucht, einerseits durch die Medien, andererseits durch Lieferung von konkreten Vorschlägen an Politiker in Regierung und Parlament. Geleitet wird das Center von Neera Tanden als President und Tom Daschle als Chairman.

## Gründung und Ziele
Obwohl sich das Zentrum selbst formal als nonpartisan, also nicht einer der beiden großen US-amerikanischen Parteien zugehörig bezeichnet, steht es ideologisch doch dem Progressivismus nahe und damit tendenziell der Demokratischen Partei. Es wurde im Jahr 2003 von ehemaligen hohen Funktionären der Clinton-Regierung gegründet, die auch heute noch einen großen Teil der Führungsriege bilden. Der derzeitige Vorsitzende ist der ehemalige Stabschef des Weißen Hauses, John Podesta.
Das Zentrum soll als Gegengewicht zu den etablierten und wirtschaftlich konservativ bzw. libertär ausgerichteten Institutionen wie der Heritage Foundation oder dem Cato Institute dienen, die nach der Einschätzung der Gründer des Zentrums wesentlich zum Erfolg des Konservativismus in den USA im Allgemeinen und der Republikanischen Partei im Besonderen seit den 1980er Jahren beigetragen haben. Gleichzeitig sollte es sich von Einrichtungen wie der Brookings Institution abheben, die zwar ebenfalls liberal ausgerichtet sind, aber zugunsten von Neutralität und Objektivität weniger in das politische Tagesgeschäft involviert.
Seine Ziele sind laut eigener Beschreibung:
- die Entwicklung einer langfristigen Vision eines progressiven Amerika
- ein Forum zu bieten für die Entwicklung neuer progressiver Ideen und politischer Lösungsvorschläge
- effektive und rasche Antworten auf konservative Lösungsvorschläge mit wohldurchdachter Kritik und klaren Alternativen, und
- die Verbreitung progressiver „Messages“ (Botschaften) in der amerikanischen Öffentlichkeit

## Studien
Center for American Progress bietet ein breites Spektrum an Studien an. Wichtig sind folgende Bereiche:
- Medienforschung
- Politische Forschung
- Sozialforschung
- Wirtschaftsforschung

## Kritik
Dem Center for American Progress wird bei Spendengeldern Intransparenz vorgeworfen; Spendern wird auf Wunsch Anonymität zugesichert.
Die Präsidentin Tanden hat sich kritisch über die Reaktionen von Republikanern gegenüber den Vorwürfen von sexueller Belästigung durch Donald Trump geäußert, gleichwohl wird ihr Verhalten gegenüber ähnlichen Vorwürfen intern kritisiert. Mitarbeiterinnen werfen der Organisation vor, nicht nur sexuelle Belästigung toleriert zu haben, sondern zusätzlich Mitarbeiter zu schikanieren, die solche Beschuldigungen erhoben haben.
Das Center for American Progress wird dafür kritisiert, dass es die in der Business Alliance organisierten Spender aus den Reihen der Großunternehmen nicht offiziell veröffentlicht: Es sei problematisch, da heute viele Think Thanks effektiv als unregistrierte Lobbyisten für die Interessen ihrer Spender agieren, ohne einer Offenlegungspflicht zu unterliegen. Laut einer dem Magazin The Nation zugespielten Liste befinden sich unter den Mitgliedern der Business Alliance Firmen wie Comcast, Walmart, General Motors, Pacific Gas and Electric, General Electric und die Rüstungskonzerne Boeing und Lockheed. Zu den Spendern gehört auch die Firma First Solar,  die wesentlich vom 25-Milliarden-Dollar-Programm des US Department of Energy profitiert, für welches sich das Center stark eingesetzt hatte.